# Adam Somogyi
Adam Somogyi (Budapest, Hungría, 30 de junio de 2000) es un jugador de baloncesto profesional húngaro. Con 1,93 metros de altura, juega en la posición de base.

## Trayectoria deportiva
En su etapa de formación, el jugador llegó a España, donde formó parte de los equipos júnior y nacional del Club Baloncesto Sevilla y Baloncesto Torrelodones. 
Tras este periodo, Somogyi en la temporada 2018-19 firmó por el Club Baloncesto Zamora de la Liga LEB Plata.
En 2019, el escolta regresa a su país y firma por el DEAC de la Nemzeti Bajnokság I/A, donde jugaría durante dos temporadas. 
En la temporada 2020-21, firma unos promedios de 6,3 puntos, 4,9 rebotes y 3,2 asistencias (8,8 créditos de valoración media).
El 5 de agosto de 2021, firma por el San Pablo Burgos de la Liga Endesa, con un contrato de un año con posibilidad de dos más.
El 13 de septiembre de 2021, el jugador húngaro es cedido al Falco KC Szombathely de la Nemzeti Bajnokság I/A.
En la temporada 2022-23, firma por el Alba Fehérvár de la Nemzeti Bajnokság I/A, con el que promedió 12,1 puntos, capturar 3,8 rebotes y repartir 3,9 asistencias por partido.
El 20 de julio de 2023, firma por el Morabanc Andorra de la Liga Endesa.
El 6 de julio de 2024, firma por el Club Baloncesto Breogán de la Liga Endesa. El 17 de enero de 2025, se desvincula del club lucense.

## Internacional
Adam es internacional en las categorías inferiores de la Selección de baloncesto de Hungría, con el que disputaría el Europeo B sub-16 en 2015 y 2016, además del Europeo B sub-18 en 2017 y 2018.